# Этирвирасингам, Нагалингам
Нагалинга́м Этирвирасинга́м (синг. நாகலிங்கம் எதிர்வீரசிங்கம்; 24 августа 1934, Периявилан, Британский Цейлон — 18 апреля 2024, Лос-Анджелес) — цейлонский легкоатлет, выступавший в прыжках в высоту. Участник летних Олимпийских игр 1952 и 1956 годов, чемпион летних Азиатских игр 1958 года, серебряный призёр летних Азиатских игр 1962 года.

## Биография
Нагалингам Этирвирасингам родился 24 августа 1934 года в деревне Периявилан на Британском Цейлоне (сейчас в Шри-Ланке).
Окончил центральный колледж Джафны и колледж Сент-Джозеф в Коломбо.
В 1952 году вошёл в сборную Цейлона на летних Олимпийских играх в Хельсинки. В квалификации прыжков в высоту занял 29-е место, показав результат 1,84 метра и уступив 3 сантиметра худшим из попавших в финал.
В 1956 году вошёл в сборную Цейлона на летних Олимпийских играх в Мельбурне. В квалификации прыжков в высоту показал результат 1,92 и попал в финал, где занял 21-е место, прыгнув на 1,86 и уступив 26 сантиметров победителю Чарли Дюмасу из США.
В 1958 году завоевал золотую медаль летних Азиатских игр в Токио, в 1962 году — серебро летних Азиатских игр в Джакарте.
В 1958 году участвовал в Играх Британской империи и Содружества в Кардиффе, где занял 11-е место.
Кроме того, играл за сборную Цейлона по крикету.
Имеет степень доктора философии. Работал преподавателем в университетах Шри-Ланки, Сьерра-Леоне, Папуа — Новой Гвинеи, Нигерии. В течение пяти лет работал в ЮНЕСКО.
Жил в Калифорнии.
Умер 18 апреля 2024 года в Лос-Анджелесе в возрасте 89 лет.

## Личный рекорд
- Прыжки в высоту — 2,03 (1958)[4]